# Kudoacanthus
- Commons
- Wikispecies

Kudoacanthus Hosok., segundo o Sistema APG II, é um gênero botânico da família Acanthaceae.

## Espécies
Apresenta uma única espécie:
- Kudoacanthus albo-nervosus Hosok.
- «Lista das espécies»

## Nome
Kudoacanthus Hosok., 1933

## Classificação do gênero
| Sistema | Classificação                       | Referência            |
| ------- | ----------------------------------- | --------------------- |
| APG II  | Ordem Lamiales, família Acanthaceae | APweb, versão 9, 2008 |